# Singin' in the Yellow
『Singin' in the Yellow』（シンギン・イン・ザ・イエロー）は、松室政哉の4枚目のアルバム。

## 解説
- 3rdアルバム『LABORATORY』から約1年ぶりのリリース。
- 規格品番は、UMCA-10162
- 「ハッピー・多幸感」をテーマに、編曲から演奏・歌唱に至るまでのほとんどの作業を自身で行う“DIYスタイル”で制作された楽曲を収録。

## 収録内容
CD
1. 未来ある馬鹿者からのセイハロー
2. 渚のメイキャップ
  - 13thデジタルシングル「渚のメイキャップ」収録
3. ふたりよがり feat. 金木和也
4. コンバート
  - 作詞：金木和也／作曲・編曲：松室政哉
  - 12thデジタルシングル「コンバート」収録
5. うるう
6. 人生はロマネスクさ
  - 作詞：金木和也／作曲・編曲：松室政哉
  - 11thデジタルシングル「人生はロマネスクさ」収録
7. ゆとりましょう
8. Singin' in the Yellow
9. 世界中を敵に回しちゃうな
10. 夢の跡

DVD
- 「Matsumuro Seiya Live 2025 “LABORATORY”」2025.2.15東京・KMAパラダイスホール

1. Rewrite
2. ホットミルク
3. 一縷
4. 春のうちに
5. Inner Lights
6. ずっと、星。
7. ラ・タ・タ 〜すべてはフィーリング〜
8. 葛飾ラプソディー
9. Breathing
10. Back To The Funk
11. LOVEなシーン
12. My Sweet Darlin'
13. Life is Beautiful
14. 星屑箱
15. フレンチブルドッグ
16. 人生はロマネスクさ